# Mohamed Bangura

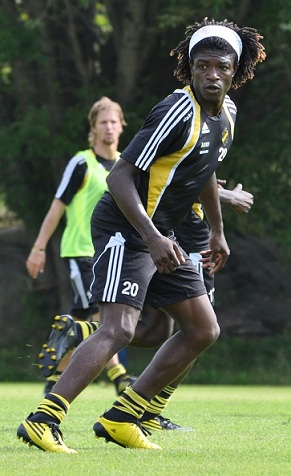
Bangura entrenant a AIK.

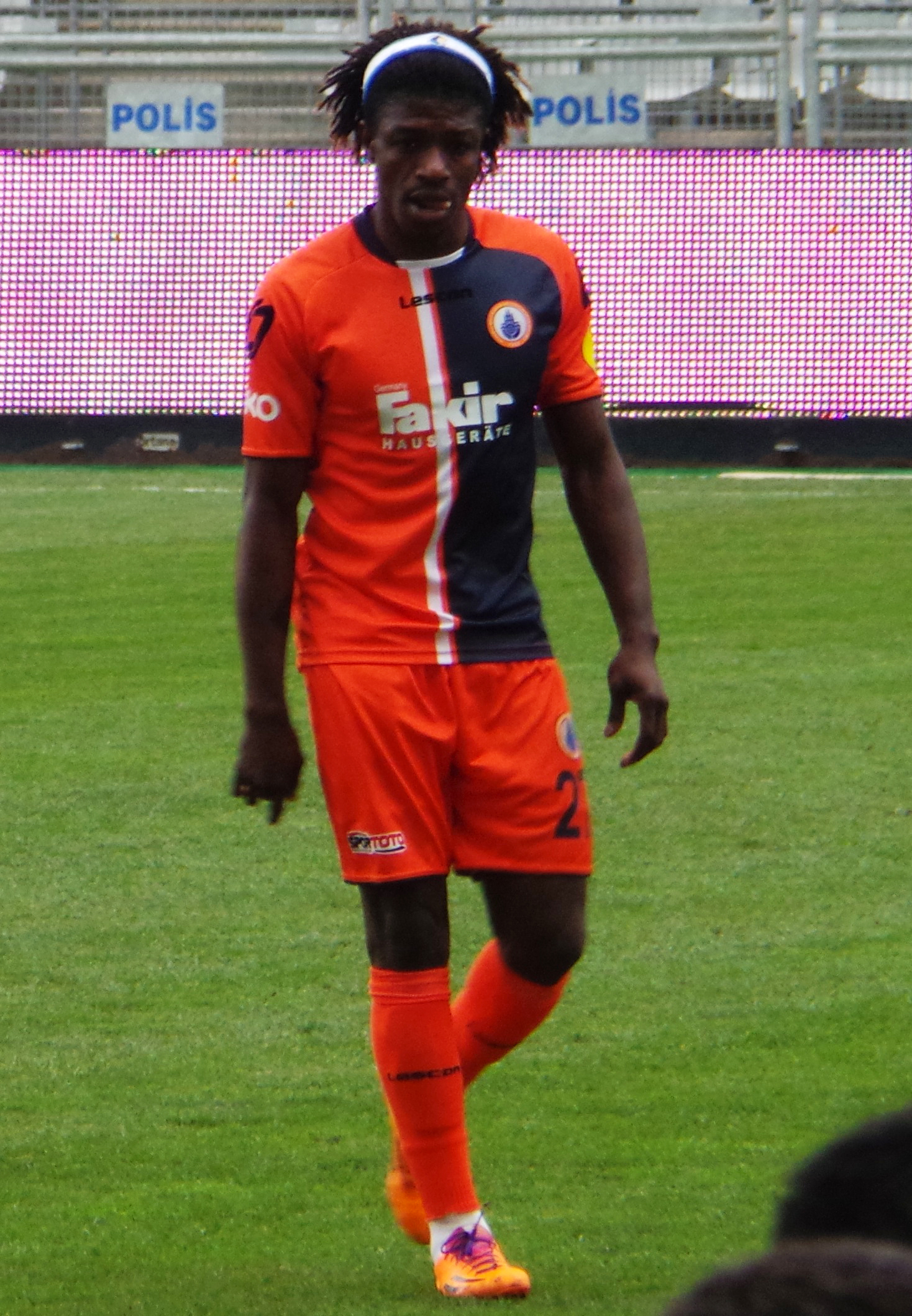
Bangura a la lliga turca el 2014.

Mohamed Bangura   (Kambia, 27 de juliol de 1989) és un exfutbolista de Sierra Leone de la dècada de 2010. Fou internacional amb la selecció de futbol de Sierra Leone. Pel que fa a clubs, destacà a AIK i Celtic FC.